# Alfabeto cirílico

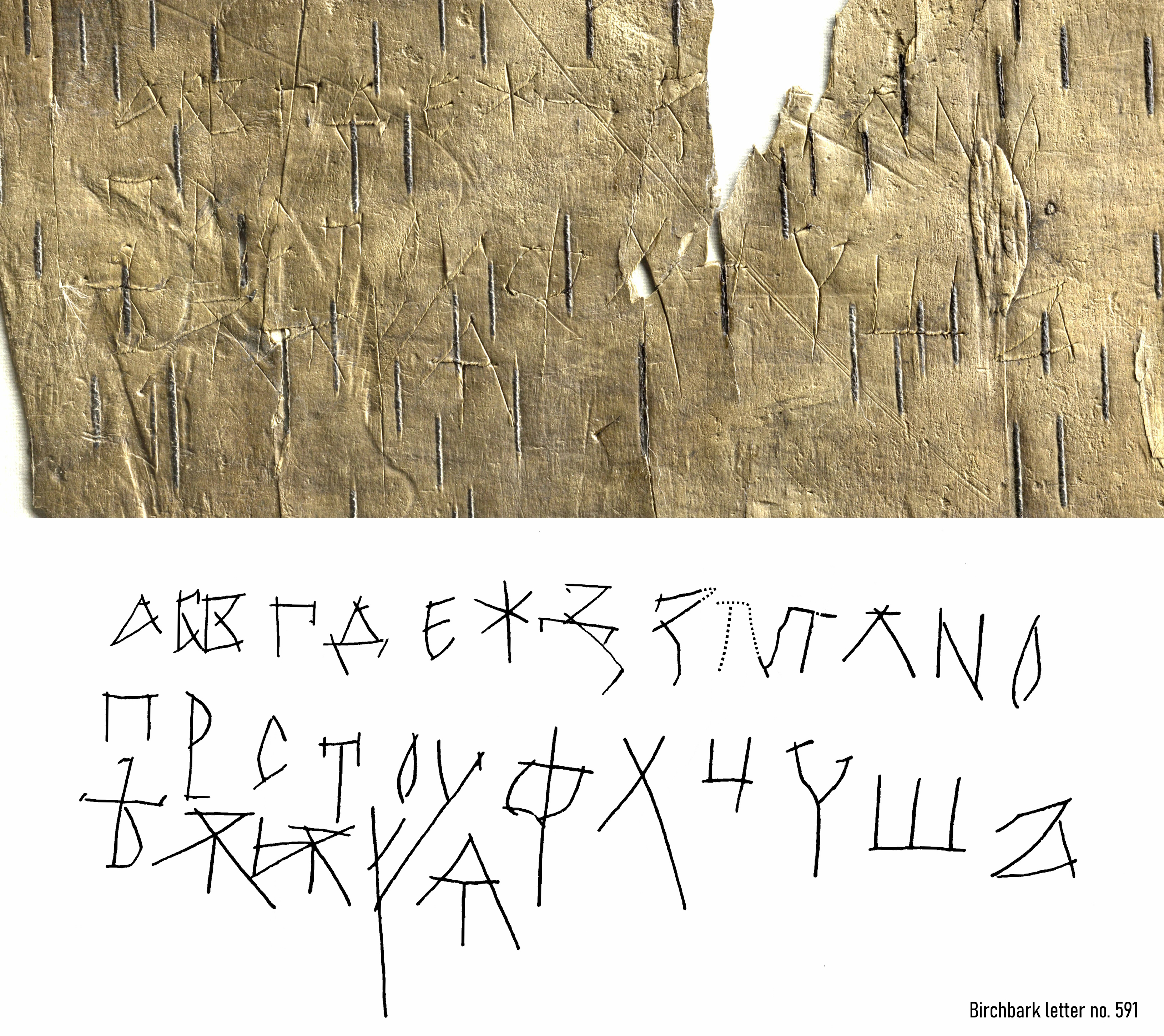
Alfabeto cirílico: documento de corteza de abedul n.º 591 de Nóvgorod (1025-1050)

El alfabeto cirílico es un sistema de escritura utilizado en varias lenguas de Eurasia y se utiliza como escritura nacional en varios países de habla eslava, túrquica, mongólica, urálica e iránica de Europa del Sudeste, Europa Oriental, el Cáucaso, Asia Central, Asia del Norte y Asia Oriental, y que se utiliza en varias lenguas eslavas (ruso, ucraniano, serbio, búlgaro, macedonio, bielorruso) y no eslavas (kazajo, uzbeko, kirguís, tayiko, azerí, gagaúzo, turcomano, mongol).
Está basado en el alfabeto griego, con caracteres del alfabeto glagolítico y con sonidos exclusivamente eslavos. El glagolítico fue inventado por los santos Cirilo y Metodio, misioneros del Imperio bizantino en el siglo IX, quienes lo implementaron para traducir la Biblia en el contexto cultural de los pueblos eslavos. Esta Biblia estaba redactada en antiguo eslavo eclesiástico (basado en un dialecto eslavo aprendido en Tesalónica, Grecia). Este idioma fue usado para la cristianización de la Rus de Kiev entre los siglos IX y XII. En el siglo XIV surgió el eslavo eclesiástico, usado hoy en día en el culto por la Iglesia ortodoxa rusa y otras iglesias ortodoxas eslavas.
En el siglo IX d. C., el zar búlgaro Simeón I el Grande, siguiendo la trayectoria cultural y política de su padre Boris I, encargó la elaboración de una nueva escritura, el alfabeto cirílico arcaico, en la Escuela literaria de Preslav, en el Primer Imperio búlgaro, que sustituiría a la escritura glagolítica, elaborada anteriormente por los santos Cirilo y Metodio y los mismos discípulos que crearon la nueva escritura eslava en Bulgaria. El uso de la escritura cirílica en Bulgaria se hizo oficial en 893. La nueva escritura se convirtió en la base de los alfabetos utilizados en varias lenguas, especialmente las de origen eslavo ortodoxo, y las lenguas no eslavas con influencia del búlgaro. Durante siglos, el cirílico fue utilizado también por los eslavos católicos y musulmanes (véase el cirílico bosnio). En 2019, alrededor de 250 millones de personas en Eurasia lo utilizan como alfabeto oficial para sus lenguas nacionales, de las que Rusia representa aproximadamente la mitad. Con la adhesión de Bulgaria a la Unión Europea el 1 de enero de 2007, el cirílico se convirtió en la tercera escritura oficial de la Unión Europea, tras la latina y la griega.

## Uso
La escritura cirílica se extendió por todo el territorio eslavo oriental y algunos territorios eslavos del sur, siendo adoptada para escribir las lenguas locales, como el antiguo eslavo oriental. Entre las lenguas que usan este alfabeto se encuentran el abjasio, azerí, bielorruso, bosnio, búlgaro, checheno, kazajo, kirguís, komi, macedonio, mongol, ruso, serbio, tártaro, tayiko, turcomano, ucraniano, uzbeko, yakuto y otras varias. Algunas de estas lenguas se escriben también en alfabeto latino. En el caso de los eslavos, el serbocroata es el único idioma que usa los dos alfabetos de manera oficial, aunque la versión latina es más usada. La composición del alfabeto cirílico original no se conoce. Su adaptación a las lenguas locales dio lugar a una serie de alfabetos cirílicos.

## Antecedentes y resultados
A partir del siglo VII, como resultado de las invasiones islámicas, irrumpen en el territorio imperial de Bizancio, los bulgonos, quienes provenían de la estepa central asiática, y traían con ellos a integrantes de pueblos eslavos que habían adquirido a su paso. En esta época, conseguirán penetrar en comunidades romanas, en las que se establecerán, pero siempre fuera de la administración central. Estos permanecerán en el interior montañoso, es decir, en las zonas más difíciles de controlar por el Imperio bizantino.
Con la instauración del Reinado de Irene, en el siglo IX, el Imperio intentaría convertir a los eslavos de la periferia, en ciudadanos romanos. Para lograrlo, intenta cristianizarlos fomentando el abandono de sus lenguas, intercambiándolo por el griego (hablado en el Imperio en este periodo, por un cambio de identidad y búsqueda de aquello que los caracterizaba). Además, les impondrán el pago de impuestos y estarán obligados a servir en el ejército, lo que implica integrarse en los themas. De este modo, recuperan las superficies imperiales, no sólo de manera bélica, sino en forma de cambio de identidad, para integrarlas en los territorios.
Un elemento fundamental en la conversión de los pueblos eslavos, serán los textos sagrados del imperio. Para cristianizarlos, inventan un alfabeto nuevo, creado por Cirilo y Metodio, que será reconocido como el alfabeto cirílico en su honor. De este modo, se conforma un nuevo idioma para transcribir y traducir la biblia, donde incluso, se añaden más símbolos de los existentes en el alfabeto griego, pues carecía de variedad suficiente para cubrir sus sonidos. En este contexto, el Imperio búlgaro, un estado independiente al que no se podía obligar a convertirse, acabará evangelizado. 
Posteriormente, el nuevo alfabeto será adquirido por otros pueblos como los vikingos o la Rus de Kiev. Estos últimos, se establecían en la actual Ucrania y se convertirán también al cristianismo, con el alfabeto cirílico, que será adoptado más tarde por los rusos.
La conversión de los búlgaros va asociada directamente a la conglomeración de pueblos nómadas o seminómadas. Los líderes del imperio incorporan un nuevo título, que no había sido usado hasta ahora “tsar/zar", derivado de César, haciendo alusión a “emperador”.
La relación entre el Imperio Romano y el Búlgaro se volverá estrecha a partir del siglo X e inician un proceso cultural de identidad similar al de los romanos. Los búlgaros adoptan la lengua eslava con el alfabeto cirílico y el culto de Nicea integrado. Se parecen cada vez más a los romanos, llegando incluso a consolidar ambos imperios en uno mismo, ascendiendo al poder en Roma, por la mano de Basileios II. Para el Imperio búlgaro se complica, pues el plan del mismo, era destruirlos y anexionarlos, mediante el debilitamiento continuado (976-1018). 
El emperador, no tenía un motivo más allá de su integración. Basileios II considera que para tener al pueblo coercionado, debían atacar a los búlgaros anualmente y reclutarlos como esclavos. Finalmente se hacen realidad sus aspiraciones y queda anexionado al Imperio Romano de Oriente como unión a las themas.
Cuando este muere en el 1025, el Imperio se encontraba en el mejor momento, algo que desde hace mucho tiempo no se había experimentado. Su posición se había consolidado en la frontera y recuperan el control de Armenia, Creta, Chipre y los Balcanes. Se han reforzado al sur a pesar de perder Sicilia y otros territorios. Y los ejércitos, con capacidad ofensiva, hasta 1073 con la batalla de Manzikert, derrotarán a las tropas bizantinas y se harán con Turquía.

## Historia

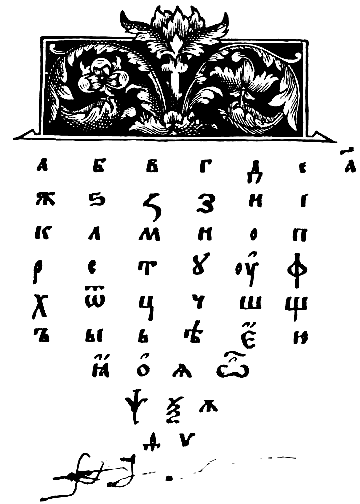
Una página de Азбука (Читанка) [Alfabeto (Lector)], el primer silabario en lengua rutena, impreso por Iván Fiódorov en 1574. La página presenta el alfabeto cirílico.

La escritura cirílica se creó en el Primer Imperio búlgaro. Su primera variante, el alfabeto cirílico arcaico, se creó en la Escuela literaria de Preslav. En la escuela trabajaron varios escritores y eruditos búlgaros destacados, como Naum de Preslav hasta el año 893; Constantino de Preslav; Joan Ekzarh (también transcr. Juan el Exarca); y Cernorizec Hrabar, entre otros. La escuela fue también un centro de traducción, sobre todo de autores bizantinos. La escritura cirílica se deriva de las letras de la escritura uncial griega, aumentada con ligaduras y consonantes del antiguo alfabeto glagolítico para los sonidos que no se encuentran en el griego. La tradición sostiene que el glagolítico y el cirílico fueron formalizados por los santos Cirilo y Metodio y sus discípulos, como los santos Naum, Clemente, Angelar y Sava. Ellos difundieron y enseñaron el cristianismo en toda Bulgaria. Paul Cubberley sostiene que, aunque Cirilo puede haber codificado y ampliado el glagolítico, fueron sus alumnos del Primer Imperio búlgaro bajo el zar Simeón el Grande los que desarrollaron el cirílico a partir de las letras griegas en la década de 890 como una escritura más adecuada para los libros de la iglesia. El cirílico se extendió entre otros pueblos eslavos, así como entre los valacos no eslavos.
El cirílico y el glagolítico se utilizaban para la lengua eslava eclesiástica, especialmente la variante eslava eclesiástica antigua. De ahí que expresiones como "И es la décima letra cirílica" se refieran normalmente al orden del alfabeto eslavo eclesiástico; no todos los alfabetos cirílicos utilizan todas las letras disponibles en la escritura. La escritura cirílica llegó a dominar el glagolítico en el siglo XII.
La literatura producida en la lengua búlgara antigua pronto se extendió hacia el norte y se convirtió en la lengua franca de los Balcanes y Europa del Este, donde llegó a conocerse también como antiguo eslavo eclesiástico.
El alfabeto utilizado para la lengua eslava eclesiástica moderna en los ritos ortodoxos y católicos orientales sigue pareciéndose al cirílico primitivo. Sin embargo, a lo largo del siguiente milenio, el cirílico se adaptó a los cambios en el lenguaje hablado, desarrolló variaciones regionales para adaptarse a las características de las lenguas nacionales y fue objeto de reformas académicas y decretos políticos. Un ejemplo notable de dicha reforma lingüística puede atribuirse a Vuk Stefanović Karadžić, quien actualizó el alfabeto cirílico serbio eliminando ciertos grafemas que ya no se representaban en la lengua vernácula e introduciendo grafemas específicos del serbio (es decir, Љ Ђ Ћ Џ Ј), distanciándolo del alfabeto eslavo eclesiástico en uso antes de la reforma. En la actualidad, muchas lenguas de los Balcanes, Europa del Este y el norte de Eurasia se escriben en alfabeto cirílico.

## Nombre

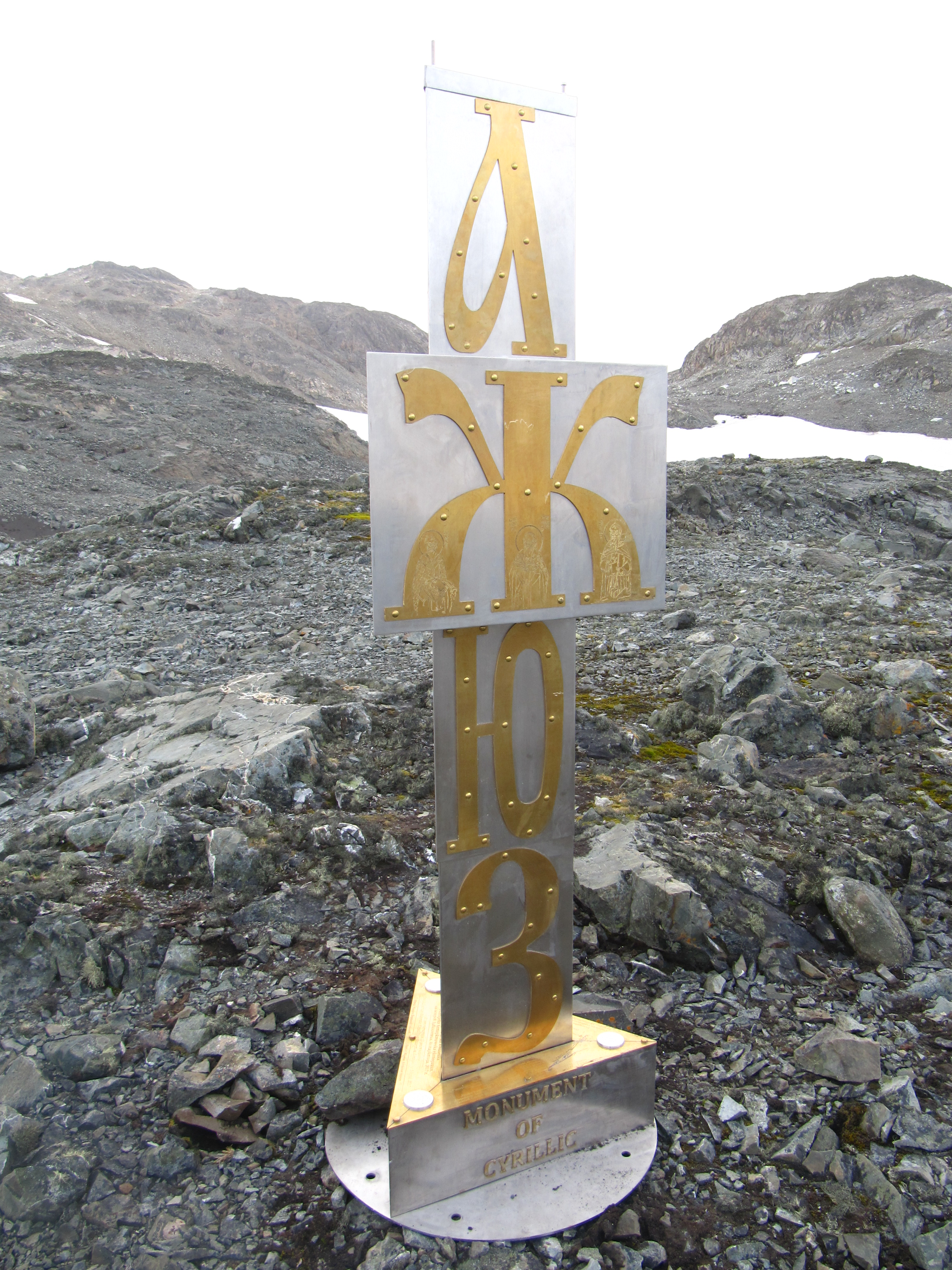
Monumento a la escritura cirílica en la Antártida

Dado que la escritura fue concebida y popularizada por los seguidores de Cirilo y Metodio, y no por ellos mismos, su nombre denota homenaje y no autoría. El nombre "cirílico" suele confundir a las personas que no están familiarizadas con la historia de la escritura, porque no identifica un país de origen (a diferencia del "alfabeto griego"). Entre el público en general, suele llamarse "el alfabeto ruso", porque el ruso es el alfabeto más popular e influyente basado en la escritura. Algunos intelectuales búlgaros, en particular Stefan Tsanev, han expresado su preocupación al respecto y han sugerido que el alfabeto cirílico se denomine en su lugar "alfabeto búlgaro", en aras de la exactitud histórica. Hay que tener en cuenta que "alfabeto" no es lo mismo que "escritura" (por ejemplo, la letra Її ha existido en la escritura cirílica desde su misma invención y todavía se utiliza en ucraniano, pero está ausente en el alfabeto búlgaro moderno, es decir, el cirílico tal y como se utiliza en búlgaro), por lo que el nombre correcto es en realidad "la escritura búlgara".
En búlgaro, macedonio, ruso, serbio, checo y eslovaco, el alfabeto cirílico también se conoce como azbuka, derivado de los antiguos nombres de las dos primeras letras de la mayoría de los alfabetos cirílicos (al igual que el término alfabeto procede de las dos primeras letras griegas alfa y beta). En la lengua rusa, los silabarios, especialmente el kana japonés, suelen denominarse "azbukas silábicas" en lugar de "escrituras silábicas".

## Letras y tipografía
| Mayúscula | Minúscula | Nombre                     | Sonido (AFI)         | Transcripción |
| --------- | --------- | -------------------------- | -------------------- | ------------- |
| А         | а         | A                          | /a/                  | a             |
| Б         | б         | Be                         | /b/                  | b             |
| В         | в         | Ve                         | /v/                  | v             |
| Г         | г         | Ge, he                     | /g/, /ɦ/             | g, h          |
| Ґ         | ґ         | Ge con ascendente          | /g/                  | g             |
| Ѓ         | ѓ         | Ďe, gje                    | /ɟ/, /d͡ʑ/            | ď, gj         |
| Д         | д         | De                         | /d/                  | d             |
| Ђ         | ђ         | Dźe, đe, dje               | /d͡ʑ/                 | dź, đ, dj     |
| Є         | є         | Je ucraniana               | /jɛ/                 | je            |
| Е         | е         | Je                         | /je/, /ɛ/            | je, e         |
| Ё         | ё         | Jo                         | /jɔ/                 | jo            |
| Ж         | ж         | Že, zhe                    | /ʒ/, /ʐ/             | ž, zh         |
| З         | з         | Ze                         | /z/                  | z             |
| З́         | з́         | Źe, zje                    | /ʑ/                  | ź, zj         |
| Ѕ         | ѕ         | Dze                        | /d͡z/                 | dz            |
| И         | и         | I, Y ucraniana             | /i/, /ɪ/, /e/        | i, y          |
| І         | і         | І ucraniana y bielorrusa   | /i/                  | i             |
| Ї         | ї         | Ji                         | /ji/                 | ji            |
| Й         | й         | I krátkoje, jot            | /j/                  | j             |
| Ј         | ј         | Je                         | /j/                  | j             |
| К         | к         | Ka                         | /k/                  | k             |
| Л         | л         | El                         | /l/                  | l             |
| Љ         | љ         | Ľe, lje                    | /ʎ/                  | ľ, lj         |
| М         | м         | Em                         | /m/                  | m             |
| Н         | н         | En                         | /n/                  | n             |
| Њ         | њ         | Ňe, ńe, nje                | /ɲ/                  | ň, ń, nj      |
| О         | о         | O                          | /ɔ/                  | o             |
| П         | п         | Pe                         | /p/                  | p             |
| Р         | р         | Er                         | /r/, /ɾ/             | r             |
| С         | с         | Es                         | /s/                  | s             |
| С́         | с́         | Śe, sje                    | /ɕ/                  | ś, sj         |
| Т         | т         | Te                         | /t/                  | t             |
| Ћ         | ћ         | Će, cje                    | /t͡ɕ/                 | ć, cj         |
| Ќ         | ќ         | Ťe, kje                    | /c/, /t͡ɕ/            | ť, kj         |
| У         | у         | U                          | /u/                  | u             |
| Ў         | ў         | W, u krátkoje              | /w/, /u̯/             | w             |
| Ф         | ф         | Ef                         | /f/                  | f             |
| Х         | х         | Xa, kha, cha               | /x/                  | x, kh, ch     |
| Ц         | ц         | Ce                         | /t͡s/                 | c, ts, tz     |
| Ч         | ч         | Če, che                    | /t͡ʃ, /ʈ͡ʂ/            | č, ch         |
| Џ         | џ         | Dže, dzhe                  | /d͡ʒ, /ɖ͡ʐ/            | dž, dzh       |
| Ш         | ш         | Ša, sha                    | /ʃ/, /ʂ/             | š, sh         |
| Щ         | щ         | Šča, šta, scha, shta       | /ʃtʃ/, /ʃt/          | šč, št        |
| Ъ         | ъ         | Signo duro, Jer posterior  | /ɤ/, /ə/, /ɐ/, /ʔ/   | ʺ             |
| Ы         | ы         | Y, Jery                    | /ɨ/                  | y             |
| Ь         | ь         | Signo blando, Jer anterior | /j/ (palatalización) | '             |
| Э         | э         | E                          | /ɛ/                  | e             |
| Ю         | ю         | Ju                         | /ju/                 | ju            |
| Я         | я         | Ja                         | /ja/                 | ja            |

El desarrollo de la tipografía cirílica da un salto desde su conformación medieval a una concepción barroca, sin influencia estilística del renacimiento como se pudo observar en otros casos de Europa. Las letras tardomedievales presentaban una clara morfología larga y estrecha, con trazos a menudo compartidos entre letras adyacentes. Esta tipografía es comúnmente conocida como vjaz’ (en ruso: вязь, proveniente de вязать, vjazat;
en antiguo eslavo eclesiástico: вѩзати, ⰲⱗⰸⰰⱅⰻ) y puede encontrarse en inscripciones actuales.

Caligrafía vjaz’:
1. - Crisóstomo de Pskov (“Libro del Verbo, devocionario de Zlata...”);
2. - Evangelio serbio (“Sobre la Semana Santa y Grande”);
3. Fuente desconocida.

Pedro I de Rusia, a comienzos del siglo XVIII, ordenó el uso de “letras occidentalizadas”. Con el paso del tiempo, este modelo fue adoptado por otras lenguas que también utilizaban el alfabeto cirílico en su sistema de escritura. De este modo, a diferencia de la mayoría de las fuentes griegas modernas, que conservaron su propio conjunto de diseños de minúsculas, como la colocación de las serifas, las formas de los extremos de los trazos y el grosor de las letras en general (sin embargo, las letras mayúsculas del mismo conservan diseños latinos). Las fuentes cirílicas modernas son similares a las latinas, dentro de la misma familia (de fuentes) y el desarrollo de algunos tipos digitales han contribuido a la latinización visual del cirílico.

### Letras minúsculas.
Las mayúsculas y minúsculas del alfabeto cirílico, no están tan diferenciadas de la tipografía latina. Las letras minúsculas cirílicas verticales son esencialmente mayúsculas de menor tamaño (con excepciones: en ⟨а⟩, ⟨е⟩, ⟨і⟩, ⟨ј⟩, ⟨р⟩ e ⟨у⟩, que adoptaron formas minúsculas occidentales; las minúsculas ⟨ф⟩ generalmente se diseñan bajo la influencia del latín ⟨p⟩; las minúsculas ⟨б⟩, ⟨ђ⟩ y ⟨ћ⟩ son formas tradicionales escritas a mano). A pesar de ser un tipo de letra de buena calidad seguirá incluyendo glifos separados en versales.
Las fuentes cirílicas, así como las latinas, tienen tipos romanos y “bastardillas” o cursivas. No obstante, la terminología de fuentes nativas en la mayor parte de las lenguas eslavas no utiliza las palabras "romana" y "cursiva" en este sentido. En cambio, la nomenclatura sigue los patrones de denominación alemanes:
- El tipo romano es llamado prjamoj šrift, es decir, “tipo vertical".
- El tipo de letra cursiva se llama kursiv (cursiva) o kursivnij šrift (tipo cursivo), de la palabra alemana Kursive, que hace referencia a "tipos de letra en cursiva”.
- La escritura cursiva es rukopisnij šrift (tipo escrito a mano); en alemán: Kurrentschrift o Laufschrift, ambos significan literalmente "tipo escrito".
- El tipo oblicuo inclinado (digital) de sans-serif es naklonnij šrift ("tipo inclinado").
- Las negritas se llaman polužirnij šrift ("tipo semi-negrita"), pues existían formas completamente en negrita que han ido entrando en desuso desde principios del siglo XX.

### Formas en cursiva
Los símbolos en cursiva de muchas letras cirílicas son muy diferentes de su correspondencia romana vertical. En ciertos casos, la equivalencia entre los glifos en mayúsculas y minúsculas no coincide entre las fuentes latinas y cirílicas. Por ejemplo, la cursiva cirílica ⟨т⟩ es la minúscula de ⟨Т⟩, no de ⟨М⟩.

## Relación con otros sistemas de escritura

### Escritura latina
Varias lenguas escritas en alfabeto cirílico también se han escrito en alfabeto latino, como el azerbaiyano, el uzbeko, el serbio y el rumano (idioma que utilizó alfabeto cirílico en Moldavia hasta 1989, y en Rumania durante todo el siglo XIX). Tras la desintegración de la Unión Soviética en 1991, algunas de las antiguas repúblicas pasaron oficialmente del cirílico al latino. La transición es completa en la mayor parte de Moldavia (excepto en la región escindida de Transnistria, donde el cirílico moldavo es oficial), Turkmenistán y Azerbaiyán. Uzbekistán sigue utilizando ambos sistemas, y Kazajistán ha iniciado oficialmente la transición del cirílico al latino (prevista para 2025). El gobierno ruso ha ordenado que se utilice el cirílico en todas las comunicaciones públicas en todos los sujetos federales de Rusia, para promover el acercamiento de los lazos en toda la federación. Esta ley fue controvertida para los hablantes de muchas lenguas eslavas; para otros, como los chechenos e ingusetios, la ley tuvo ramificaciones políticas. Por ejemplo, el gobierno separatista checheno impuso una escritura latina que todavía utilizan muchos chechenos. Los de la diáspora se niegan especialmente a utilizar el alfabeto cirílico checheno, que asocian con el imperialismo ruso.

Distribución de la escritura cirílica en todo el mundo:
El cirílico es la única escritura oficial.
El cirílico es cooficial con otro alfabeto. En los casos de Moldavia y Georgia, se trata de regiones escindidas no reconocidas por el gobierno central.
El cirílico no es oficial, pero sigue siendo de uso común.
El cirílico no es muy utilizado

El serbio estándar utiliza tanto la escritura cirílica como la latina. El cirílico es nominalmente el alfabeto oficial de la administración de Serbia según la constitución serbia; sin embargo, la ley no regula los alfabetos en la lengua estándar, ni la lengua estándar en sí misma. En la práctica, las escrituras son iguales, y el latín se utiliza más a menudo con un carácter menos oficial.
El alfabeto Zhuang, utilizado entre la década de 1950 y la de 1980 en partes de la República Popular China, utilizaba una mezcla de letras latinas, fonéticas, numéricas y cirílicas. Las letras no latinas, incluido el cirílico, se eliminaron del alfabeto en 1982 y se sustituyeron por letras latinas que se parecían mucho a las que sustituían.

### Romanización
Existen varios sistemas de romanización del texto cirílico, como la transliteración para transmitir la ortografía cirílica en letras latinas y la transcripción para transmitir la pronunciación.
Los sistemas estándares de transliteración del cirílico al latín incluyen:
- La transliteración científica, utilizada en lingüística, se basa en el alfabeto latino del serbocroata.
- El Grupo de Trabajo sobre Sistemas de Romanización[28] de las Naciones Unidas recomienda diferentes sistemas para determinadas lenguas. Estos son los más utilizados en todo el mundo.
- ISO 9:1995, de la Organización Internacional de Normalización.
- Tablas de romanización de la American Library Association y la Library of Congress para los alfabetos eslavos (Romanización ALA-LC), utilizadas en las bibliotecas norteamericanas.
- Romanización BGN/PCGN (1947), Junta de Nombres Geográficos de los Estados Unidos y Comité Permanente de Nombres Geográficos para uso oficial británico).
- GOST 16876, una norma de transliteración soviética ya desaparecida. Sustituida por GOST 7.79, que es equivalente a ISO 9.
- Diversas romanizaciones informales del cirílico, que adaptan la escritura cirílica a los glifos latinos y, a veces, a los griegos para que sean compatibles con conjuntos de caracteres pequeños.

### Cirilización
La representación de otros sistemas de escritura con letras cirílicas se denomina cirilización.

## Codificación informática

### Unicode
A partir de la versión 13.0 de Unicode, las letras cirílicas, incluidos los alfabetos nacionales e históricos, se codifican en varios bloques:
- Cirílico: U+0400–U+04FF
- Suplemento Cirílico: U+0500–U+052F
- Cirílico Extendido-A: U+2DE0–U+2DFF
- Cirílico Extendido-B: U+A640–U+A69F
- Cirílico Extendido-C: U+1C80–U+1C8F
- Extensiones Fonéticas: U+1D2B, U+1D78
- Combinación de Medias Tintas: U+FE2E–U+FE2F

Los caracteres del rango U+0400 a U+045F son esencialmente los caracteres de la norma ISO 8859-5 desplazados 864 posiciones hacia arriba. Los caracteres del rango U+0460 a U+0489 son letras históricas, que no se utilizan actualmente. Los caracteres del rango U+048A a U+052F son letras adicionales para varias lenguas que se escriben en cirílico.
Por regla general, Unicode no incluye las letras cirílicas acentuadas. Algunas excepciones son:
- combinaciones que se consideran letras separadas de los respectivos alfabetos, como Й, Ў, Ё, Ї, Ѓ, Ќ (así como muchas letras de alfabetos no eslavos);
- dos combinaciones más frecuentes que se requieren ortográficamente para distinguir los homónimos en búlgaro y macedonio: Ѐ, Ѝ;
- algunas combinaciones de eslavo eclesiástico antiguo y nuevo: Ѷ, Ѿ, Ѽ.

Para indicar las vocales acentuadas o largas, se pueden utilizar marcas diacríticas de combinación después de la letra respectiva (por ejemplo, U+0301 ◌́ ACENTO AGUDO COMBINADO: ы́ э́ ю́ я́ etc.).
Algunas lenguas, como el eslavo eclesiástico, aún no son totalmente compatibles.
Unicode 5.1, publicado el 4 de abril de 2008, introduce importantes cambios en los bloques cirílicos. Las revisiones de los bloques cirílicos existentes y la adición del cirílico extendido A (2DE0 ... 2DFF) y del cirílico extendido B (A640 ... A69F) mejoran significativamente la compatibilidad con el alfabeto cirílico arcaico, el abjasio, el aleutiano, el chuvasio, el kurdo y el moksha.

### Otro
La puntuación del texto cirílico es similar a la utilizada en las lenguas europeas de alfabeto latino.
Otros sistemas de codificación de caracteres para el cirílico:
- CP866 - Codificación de caracteres cirílicos de 8 bits establecida por Microsoft para su uso en MS-DOS, también conocida como GOST-alternativa. Los caracteres cirílicos van en su orden nativo, con una "ventana" para los caracteres pseudográficos.
- ISO/IEC 8859-5 - Codificación de caracteres cirílicos de 8 bits establecida por la Organización Internacional de Normalización.
- KOI8-R - Codificación de caracteres rusos nativos de 8 bits. Inventada en la URSS para su uso en los clones soviéticos de los ordenadores americanos IBM y DEC. Los caracteres cirílicos van en el orden de sus homólogos latinos, lo que permitía que el texto siguiera siendo legible después de la transmisión a través de una línea de 7 bits que eliminaba el bit más significativo de cada byte; el resultado era una transliteración latina del cirílico muy tosca, pero legible. Es la codificación estándar de principios de los 90 para los sistemas Unix y la primera codificación rusa de Internet.
- KOI8-U - KOI8-R con adición de letras ucranianas.
- MIK - Codificación de caracteres búlgaros nativos de 8 bits para su uso en Microsoft DOS.
- Windows-1251 - Codificación de caracteres cirílicos de 8 bits establecida por Microsoft para su uso en Microsoft Windows. La codificación cirílica de 8 bits más sencilla: 32 caracteres mayúsculos en orden nativo en 0xc0-0xdf, 32 caracteres habituales en 0xe0-0xff, con caracteres "YO" raramente utilizados en otro lugar. No hay pseudográficos. Antigua codificación estándar en algunas distribuciones de Linux para el bielorruso y el búlgaro, pero actualmente desplazada por UTF-8.
- GOST-main.
- GB 2312 - Principalmente codificaciones chinas simplificadas, pero también están las 33 letras cirílicas rusas básicas (en mayúsculas y minúsculas).
- JIS y Shift JIS - Principalmente codificaciones japonesas, pero también están las 33 letras cirílicas rusas básicas (en mayúsculas y minúsculas).

### Disposición de los teclados
Cada idioma tiene su propia disposición de teclado estándar, adoptada de las máquinas de escribir. Con la flexibilidad de los métodos de introducción de datos en el ordenador, también existen distribuciones de teclado transliteradas o fonéticas/homofónicas para los mecanógrafos que están más familiarizados con otras distribuciones, como el teclado QWERTY inglés. Cuando no se dispone de diseños de teclado o fuentes cirílicas prácticas, los usuarios de ordenadores utilizan a veces la transliteración o la codificación "volapuk" para escribir en idiomas que normalmente se escriben con el alfabeto cirílico.

## Controversia
A veces, el alfabeto cirílico ha sido objeto de polémica a causa de su fuerte asociación con el ruso o el serbio. Después de la desintegración de la Unión Soviética en 1991, algunas de las antiguas repúblicas dejaron de usar el alfabeto cirílico para pasar al latino. La transición se ha hecho casi totalmente en Moldavia (excepto en la región de Transnistria), Turkmenistán y Azerbaiyán, pero Uzbekistán todavía usa los dos sistemas. En Rumania se había hecho la transición al alfabeto latino a lo largo del siglo XIX y, por lo tanto, no hubo cambios. En Croacia, por ejemplo, ha habido protestas contra el proyecto de poner doble señalización en alfabeto latino y en cirílico en las zonas donde los serbios representan un tercio o más de la población, puesto que reabre las heridas de la guerra de Yugoslavia. En Vukovar, unos manifestantes arrancaron señales con texto en cirílico.En Kazajistán se ha cambiado oficialmente al alfabeto latino desde 2022 con un período indefinido de adaptación donde se utilizan ambos al mismo tiempo.